# Likee
Likee, anteriormente conocida como LIKE, es una plataforma de videos cortos con sede en Singapur,
 diseñada para sistemas operativos iOS y Android. La aplicación es propiedad de BIGO Technology,  una subsidiaria de JOYY, una compañía con base en China que cotiza en NASDAQ.Likee ofrece una variedad de funciones creativas como Magic y Dynamic Stickers, además de herramientas avanzadas para la grabación y edición de videos. Desde su lanzamiento, la plataforma ha experimentado un crecimiento significativo en su base de usuarios.

## Historia
Inicialmente lanzada como LIKE, la plataforma fue renombrada y rediseñada en 2019, transformándose en Likee.Para el segundo trimestre de ese año, Likee reportó una impresionante cifra de 80.7 millones de usuarios activos mensuales. El 25 de septiembre de 2019, el partido político indio Aam Aadmi Party estableció una cuenta oficial, marcando un hito en la utilización política de la plataforma.
El 30 de septiembre de 2019, Likee introdujo una importante función de control parental,
 permitiendo a los padres y tutores controlar o restringir el acceso al contenido de la aplicación, fortaleciendo la seguridad y la gestión del contenido accesible para los menores de edad.En 2017, la aplicación fue reconocida como una de las mejores aplicaciones de entretenimiento en Google Play, consolidando su posición como un actor relevante en el mercado de aplicaciones móviles.

## Características
La aplicación móvil Likee permite a los usuarios crear y editar videos fácilmente utilizando una variedad de efectos de realidad aumentada.

## Controversias

### Problemas de privacidad
Al igual que otras aplicaciones de video, Likee también es condenada por la comunidad internacional por privacidad y contenido inapropiado. La gente dice que podría exponer a los niños a depredadores sexuales. Debido a eso, la función 'Habilitar controles parentales' en Likee puede garantizar que los padres y tutores controlen o restrinjan el acceso de los usuarios jóvenes al contenido en Likee. Además, para que los adolescentes eviten videos inapropiados; Proporcionar entornos de visualización y contenido adecuado para los jóvenes.